# Сендре
Сендре (мађ. Szendrő) је историјски град у северној Мађарској, у жупанији Боршод-Абауј-Земплен (Borsod-Abaúj-Zemplén). Удаљен је 40 километара од Мишколца, главног града регије.

## Историја
Сендре се први пут помиње 1317. године а највероватније је да је име добио по свом власнику Сенду. Иначе Сендре је мађарско презиме. Ту је саграђен први камени дворац округа, који је био важна гранична тврђава за време турске окупације Мађарске, све док је кнез Ференц II Ракоци није срушио 1707. године.
Сендре је био седиште жупаније између 1613. и 1660. године и центар округа Сендре између 1615. и 1930. године. Железничка линија долине Бодва (изграђена 1896) ојачала је његову улогу трговишта.
Сендре је добио статус града 1996. године.

## Популација
2001. године 83% становништва насеља се изјаснило као Мађари, 17% Роми.
Током пописа 2011. године, 90,7% становника се изјаснило као Мађари, 21,3% као Роми, а 1% као Немци (9,1% се није изјаснило, због двојног држављанства, укупан број може бити већи од 100%). 
Верска дистрибуција је била следећа: римокатолици 56,6%, реформатори 12,9%, гркокатолици 2,5%, неденоминациони 10,8% (17% се није изјаснило).

## Градови побратими
Сендре је побратимљен са:
- Лојтерсхаузеном, Немачка